# Verbot

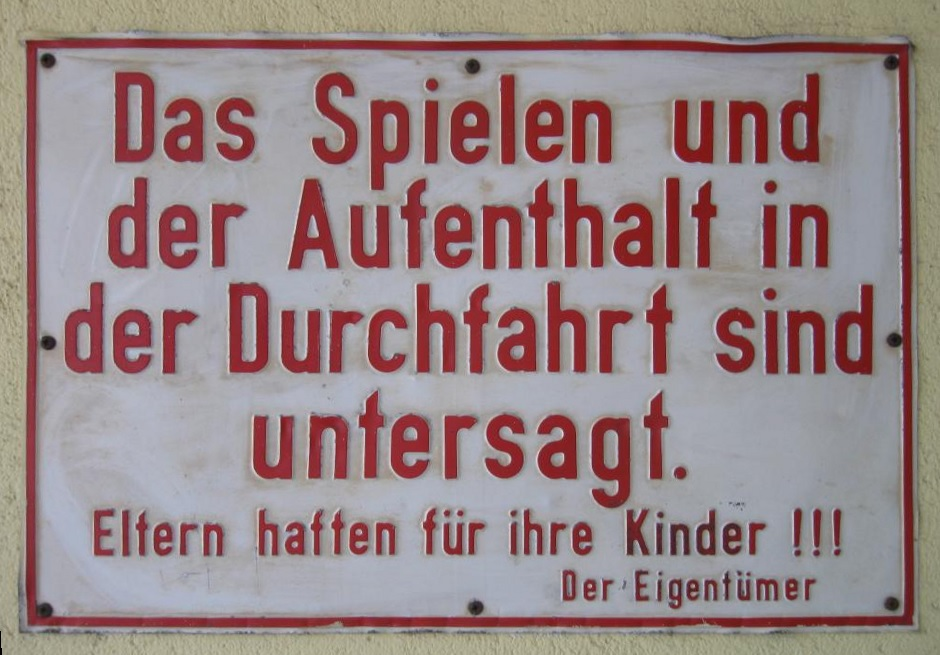
Privates Verbotsschild in einer Hauseinfahrt

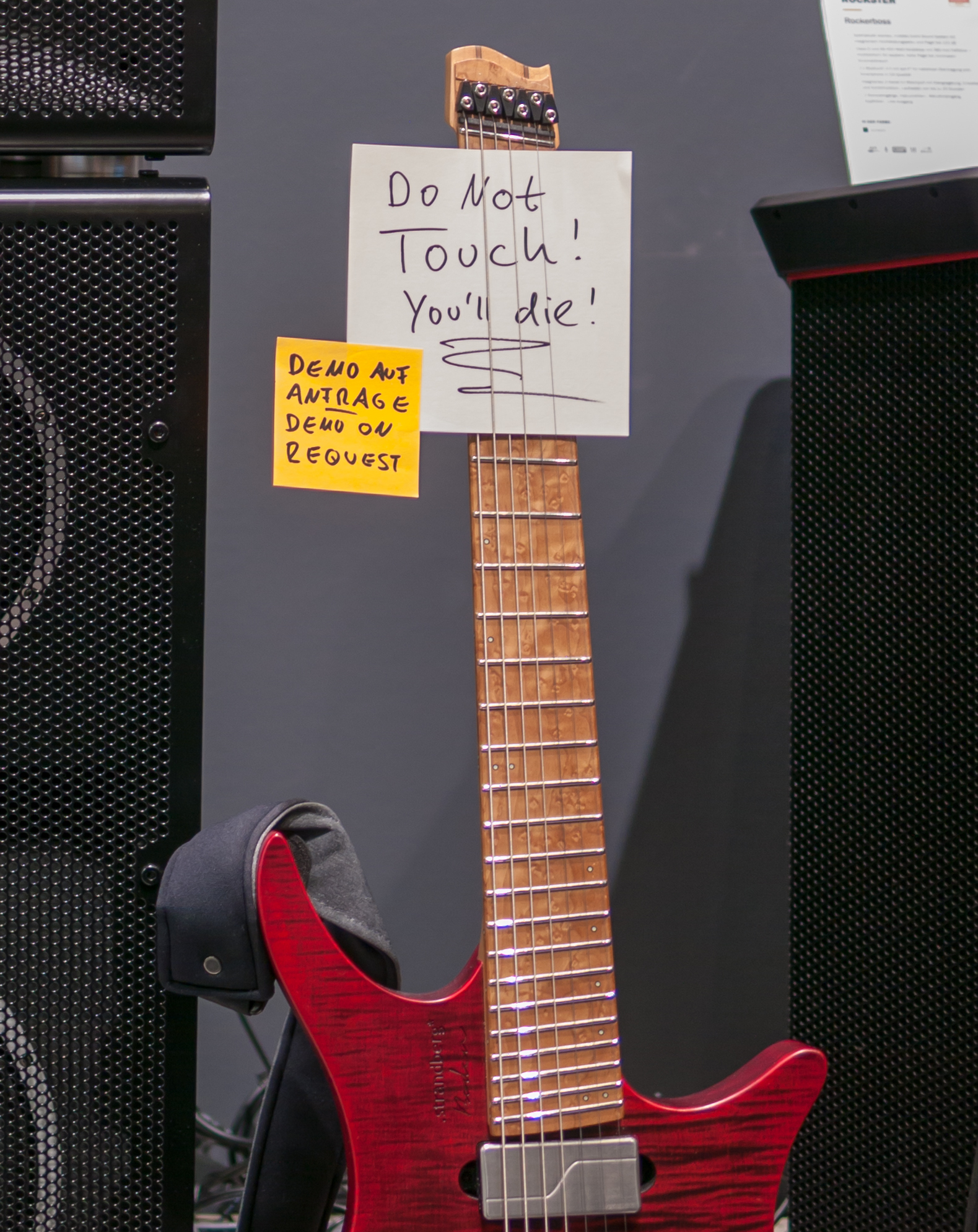
Handschriftliches Verbots- und Warnschild an einem Messestand, das das Berühren der E-Gitarre untersagt und der zuwiderhandelnden Person ironisch mit dem Tod droht (You'll die!)

Ein Verbot ist eine Anweisung zur Unterlassung einer Handlung. Diese Anweisung kann in Regeln, Richtlinien, Befehlen oder Rechtsnormen näher definiert sein, letztere etwa als gesetzliches Verbot. Vergleichbare Begriffe können – je nach Sachzusammenhang – Tabu, Bann, Interdikt oder Prohibition darstellen. Als Gegensatz kommen Erlaubnis und Gebot in Frage.
Verbote beschränken die Freiheit und die Autonomie einer Person beim Entscheiden bzw. Handeln. Bei staatlichen Geboten trifft dies ebenfalls zu, während religiöse oder ethische Gebote bzw. das Gewissen die Autonomie nicht einschränken, sondern auch fördern können.

## Etymologie und allgemeine Bedeutung
Verbot, erscheint im Mittelhochdeutschen als verpôt, zu ahd. ferpiotan „verbieten“, und steht in sprachlicher Nähe zu Gebot (ahd. kapot, gipot u. a.), auch in der Form bot (wie in unbotmäßig), im Bedeutungsaspekt „Weisung“, „Gerichtsbarkeit“, „Gewalt“.
Zur Unterscheidung von Verbot und Untersagung schreibt Johann August Eberhard 1837:

„Verbiethen. Untersagen. Untersagt wird nur, was bisher erlaubt gewesen; verbothen auch das, was nie erlaubt gewesen ist. Daher kann durch positive Gesetze etwas untersagt werden, was uns die Naturgesetze zu unterlassen verpflichten, das untersagen sie nicht bloſs, das verbiethen sie: denn es kann nie erlaubt gewesen seyn.“

Diese Erklärung nimmt Bezug auf die Unterscheidung von „Gesetz“ als Norm, Prinzip und Naturgesetz, wodurch das Verbot das „nicht Zulässige“ und das „nicht Mögliche“ umfasst. In diesem Sinne spricht man in der Wissenschaft von einem „Verbot“ auch dann, wenn eine bestimmte Vorgehensweise zwingend zu einem unrichtigen oder sinnlosen Ergebnis führen muss, weil sie der Beobachtung, den Definitionen oder den Axiomen widerspricht.
Mitte des 19. Jahrhunderts definiert das Universal-Lexikon der Gegenwart und Vergangenheit das Verbot als Gegenbegriff zum Gebot und weist auf strafbewehrte Konsequenzen hin:

„Verbot (Interdictum, Inhibitio), der Befehl zur Unterlassung einer Handlung, im Gegensatz von Gebot als dem Befehl zur Vornahme einer solchen. […], insofern das V. zugleich mit einem Strafgebot versehen war, kann der dawider Handelnde in Strafe u. Schadensersatz verfallen. […]“

## Rechtslehre

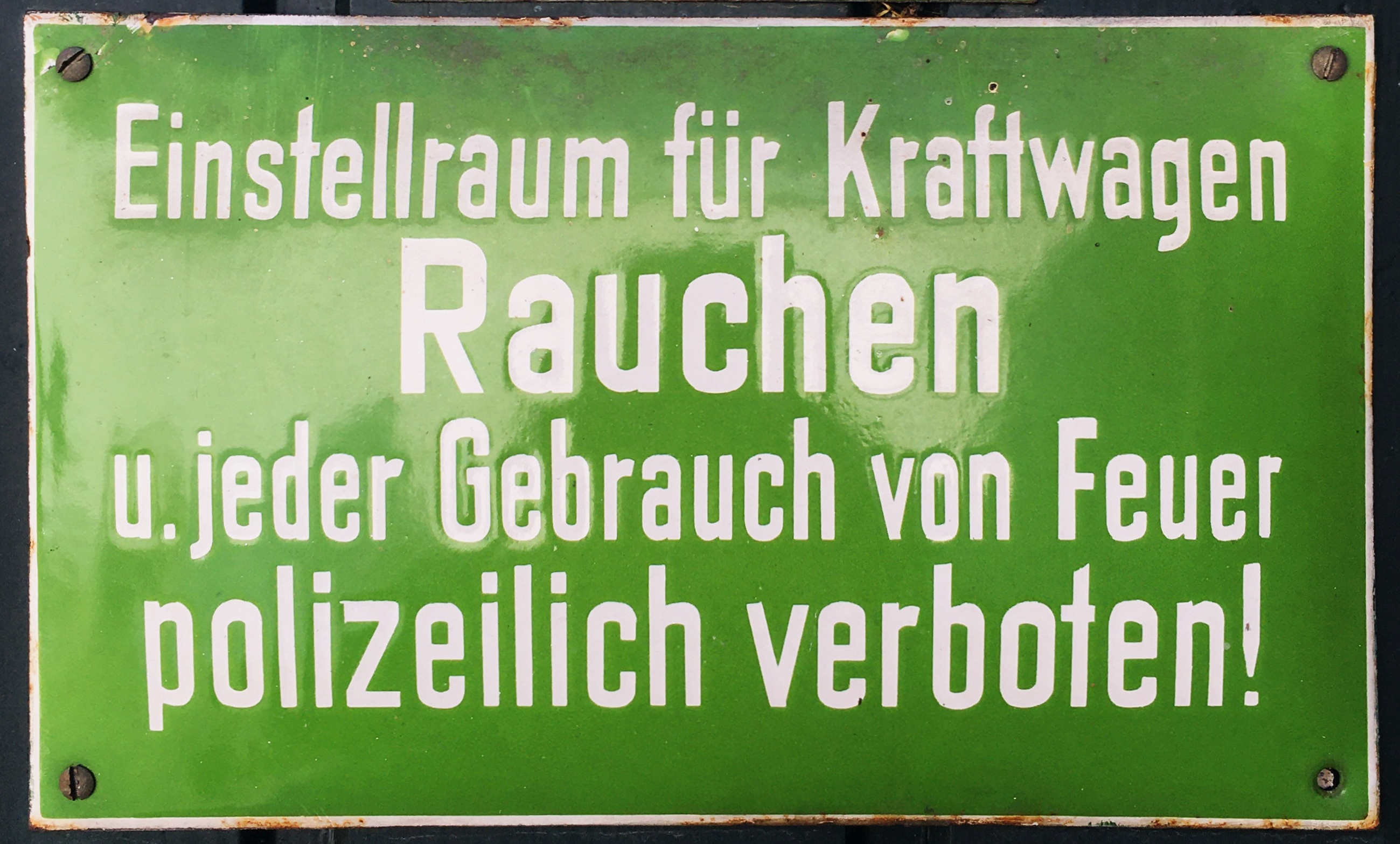
Beispiel für ein Verbot auf gesetzlicher Grundlage im öffentlichen Raum, angebracht an einer Tiefgarage

In der Rechtslehre nimmt der Begriff des Verbots eine zentrale Rolle im Konzept der Handlungsfreiheit ein:
- in der Rechtsphilosophie gilt die Unterscheidung zwischen positivem Recht  und Naturrecht, im angloamerikanischen Raum verbreitet ist der Common Sense (Hume, Schottische Schule), auf deren Basis Verbote beruhen;
- in verschiedenen Rechtssystemen gelten mehr oder minder liberal-libertäre Ansichten über implizite und explizite Verbote („Verboten ist, was nicht ausdrücklich erlaubt ist“ bzw. dessen Gegenteil) und darüber, welchen Rang die Begriffe Freiheit, Pflicht und Zwang in Bezug zu Verbot einnehmen;
- unterschieden wird auch das absolute Verbot (absolutes Recht, das von jedem zu beachten ist), und das relative Verbot (relatives Recht, das sich gegen bestimmte Personen oder Gruppen richtet; Verbot mit Erlaubnisvorbehalt).

Eng verbunden ist das Verbot beziehungsweise die Untersagung mit dem Konzept von Hoheit und Gewalt, sowohl als Ausübungsgewalt (dem Recht, Verbote auszusprechen), wie als Durchsetzungsgewalt (der Befugnis, sie durchzusetzen) – wie jede Norm setzt auch die Verbotsnorm eine Institution voraus, die die Macht, aber auch die Pflicht hat, seine Einhaltung zu garantieren.

## Verbote zur Gefahrenvermeidung

Allgemeines Verbotszeichen Verbot, Symbol D-P000 nach DIN 4844-2

Ein Verbot im Sinne der Gefahrenabwehr, der Unfallverhütung (z. B. aktive und passive Verkehrssicherheit) und des Arbeitsschutzes sowie des Gesundheitsschutzes ist eine Schutzmaßnahme zur Vermeidung von Gefahren. Sie ist als „Weisung“ des Verantwortlichen (Beauftragter, Arbeitgeber, Sachkundiger usw.) zu verstehen und beruht auf Unterweisung über die Gefährdung, und die Kennzeichnung des Verbots (Verbotszeichen, Absperrung von Verbotsbereichen und ähnliches).
Typisches Beispiel sind Regelungen im Straßenverkehr, wo verschiedene Verbote (wie auch mehrere Gebote) der Sicherheit der Verkehrsteilnehmer dienen. Die Verbote sind als Teil der Straßenverkehrsordnungen des Staates über die Straßenausstattung gekennzeichnet. Ihre Kenntnis stellt einen Gutteil der Fahrerlaubnisprüfung dar.
Als zentraler Aspekt ist hier – wie bei Verboten in vielen anderen Bereichen – die Aufklärung über den Sinn und Zweck des Verbots als vorbeugende Maßnahme zu sehen. Zusammengefasst wird dieser Bereich unter dem Begriff Risikokommunikation.
Im Gegensatz zu den Verboten haben die Gebote (z. B. zur situationsgerechten Geschwindigkeit) eher den Zweck, zur Erhöhung der Vorsicht im Straßenverkehr zu dienen.

## Legitimität von Verboten
Inwiefern bestimmte Verbote gerechtfertigt sind oder nicht ist immer wieder Gegenstand heftiger gesellschaftlicher Debatten. Hierbei wird zuweilen kritisiert, dass insgesamt zu viel verboten werde. Oft wird dabei der Vorwurf laut, insbesondere Deutschland sei eine „Verbotsrepublik“ bzw. befinde sich auf dem Weg dorthin. Dabei wird davor gewarnt, dass Verbote als Gängelung empfunden werden könnten und deshalb Trotzreaktionen und Umgehungsstrategien provozieren würden. Außerdem wird argumentiert, dass Verbote illegitime Eingriffe des Staates in die persönlichen Freiheiten mündiger Bürger seien. In diesem Zusammenhang ist auch das Schlagwort der „Verbotspolitik“ entstanden. Die Verfolgung einer solchen wird dabei vor allem den Grünen vorgeworfen.
Allerdings erhält die Idee, zusätzliche Verbote einzuführen, auch Zuspruch. Beim Thema Klimawandel werden Verbote von vielen als notwendiges Mittel für mehr Klimaschutz angesehen, da die derzeitigen ökonomischen Verhältnisse eher klimaschädliches Handeln fördern würden (beispielsweise wenn Inlandsflüge günstiger sind als Bahnreisen). Verbote und Verzicht seien notwendige Bedingungen für eine sozial-ökologische Transformation; Gegner von Verboten würden der falschen Hoffnung erliegen, dass sich der Klimawandel durch technische Innovationen verhindern lasse. Zudem werden Beispiele wie das internationale Verbot von Fluorchlorkohlenwasserstoffen oder das Rauchverbot in Restaurants als Beleg dafür angeführt, dass Verbote der Allgemeinheit Nutzen bringen können, ohne nachhaltig negative Effekte zu haben. Darüber hinaus kritisiert der Politikwissenschaftler Philipp Lepenies, dass die Ablehnung von Verboten Folge eines neoliberalen Verständnisses des Staates sei. Demnach werde durch die neoliberale Ideologie der Anschein erweckt, dass die Bürger dem Staat einzeln gegenüberstehen. Demokratien würden sich aber dadurch auszeichnen, dass Bürger Teil des Staates sind und aktive Partizipationsmöglichkeiten besitzen.